# The World is ours!
「The World is ours!」（ザ・ワールド・イズ・アワーズ）は、ナオト・インティライミによる楽曲。彼の13枚目のシングルとして2014年6月18日にユニバーサルシグマから発売された。
2014年6月13日より開催される“FIFA ワールドカップ ブラジル大会”の、コカ・コーラ“2014 FIFA ワールドカップ キャンペーン”アンセムの日本版として書き下ろした楽曲である。

## 収録曲
1. The World is ours! [4:18]
  - 作詞・作曲：ナオト・インティライミ・Antonina Armato and Tim James、編曲：久保田真悟 (Jazzin'park) 、ナオト・インティライミ
2. 花びら [4:50]
  - 作詞：ナオト・インティライミ・SHIKATA、作曲：ナオト・インティライミ、編曲：SHIKATA・REO
3. The World is ours! (MITOMI TOKOTO REMIX) [6:00]
4. The World is ours!（Instrumental）[4:18]
5. 花びら（Instrumental）[4:50]